# セガサミーホールディングス
セガサミーホールディングス株式会社（英: SEGA SAMMY HOLDINGS INC.）は、大手パチスロ・パチンコ・ゲームメーカーのサミーとゲームメーカーのセガ及び両社の関連会社の持株会社。

## 概要
2003年12月にサミーがセガを買収。それに伴う経営統合で2004年10月1日に設立された。また、2005年8月31日に、社会人野球チームの「セガサミー硬式野球部」を創部した。過去に陸上部及びスノーボード部もあったが、2008年3月31日をもって廃部した。東証プライム上場（証券コード：6460）である。
2012年に韓国パラダイスグループとの合弁会社「パラダイスセガサミー」を設立し、仁川国際空港傍（永宗島）に韓国初の統合型リゾート「パラダイスシティ」が2017年4月に開業した。
同社会長兼社長の里見治が、金融商品の売却などを巡って約30億円の申告漏れを東京国税局から指摘されていたことが、2016年9月に判明した。
2018年7月17日、麻雀プロリーグ「Mリーグ」に参加。「セガサミーフェニックス」をスポンサードする。
2022年9月、日立製作所からBリーグチームである「サンロッカーズ渋谷」運営会社の全株式の買収並びに経営権を取得し、プロバスケットボール事業に参入することを同年6月23日に発表した。

### グループ再編
2014年5月からは、グループの構造改革を実施している。2015年4月にはセガサミーグループの再編が実施され、子会社の内、セガゲームス（セガから商号変更）、セガ・インタラクティブ（セガからアーケードゲームなどのアミューズメント機器の開発・製造・販売部門を新設分割で設立）、セガトイズ、トムス・エンタテインメント、マーザ・アニメーションプラネット、サミーネットワークスの各社は、セガから新設分割で設立された中間持株会社セガホールディングスの子会社となった（セガサミーホールディングスにおいてはセガホールディングスの子会社は孫会社となる）。なお、サミーネットワークスは2016年4月にセガホールディングスの子会社からサミーの子会社となっている。2015年9月には遊技機事業の構造改革も発表され、主に2012年3月期から4期連続で赤字決算が続いていたタイヨーエレックで構造改革が行われ、タイヨーエレックでは希望退職の募集を行った他、瀬戸工場を閉鎖した上で生産機能をサミー川越工場へ移転した。
2018年10月1日にグループ経営強化に向けたグループ横断的組織再編が実施され、セガサミーホールディングス、セガホールディングス、サミーに分散していた管理機能並びに、セガホールディングス、セガゲームス、サミーに分散していたライセンス機能をそれぞれセガサミーホールディングスへ集約した。
2021年4月1日付で、サミーとセガグループ（セガグループは同日付でセガへ吸収合併）のコーポレート機能等の管理業務を会社分割で譲受した。

### グループ会社の本社移転
セガサミーホールディングスは2017年3月に、港区東新橋（セガサミーホールディングス）、豊島区池袋（サミー他）、品川区東品川（セガホールディングス、セガゲームス他）、大田区羽田（セガ・インタラクティブ）、港区六本木（サミーネットワークス他）、世田谷区三軒茶屋（アトラス）などに分散しているグループ各社の内、20社のオフィス機能を、西品川にある住友不動産大崎ガーデンタワーオフィス棟へ集約する事を発表。2018年8月から2019年2月にかけて、グループ会社中、20社の本社機能を住友不動産大崎ガーデンタワーオフィス棟へ移転した他、セガサミーホールディングスは2018年8月6日に本社を移転した。サミー、タイヨーエレック、ロデオ、銀座の4社は、2018年5月にグループ会社の本社移転に先んじて、本店所在地をサンシャイン60から住友不動産大崎ガーデンタワーオフィス棟へ移転した。2018年8月にグループブランドロゴを一新した。

## 主要グループ企業

### 日本

#### エンタテインメントコンテンツ事業
- セガ
  - アトラス
  - トムス・エンタテインメント
  - マーザ・アニメーションプラネット
  - セガ フェイブ

#### 遊技機事業
- サミー
  - タイヨーエレック
  - ロデオ
  - 銀座
  - サミーネットワークス

#### リゾート事業
- セガサミーゴルフエンタテインメント

#### その他の事業
- ウェーブマスター
- サミーデジタルセキュリティ
- サンロッカーズ渋谷

### 海外
- Sega Holdings U.S.A., Inc.
- Sega Amusements U.S.A., Inc.
- Sega GameWorks U.S.A., Inc.
- Sega of America, Inc.
- Sega Publishing America,Inc.
- Sega Holdings Europe Ltd.
- Sega Europe Ltd.
- Sega Australia Pty Ltd.
- Sega Benelux B.V.
- Sega France S.A.S.
- Sega Germany G.m.b.H
- Sega Consumer Products S.A.
- Sega Publishing Europe Ltd.
- Sports Interactive Ltd.
- The Creative Assembly International Ltd.
- The Creative Assembly Ltd.
- Sega (Shanghai) Software Co., Ltd.
- 上海新世界世嘉遊芸有限公司
- 世嘉（上海）電子機械商貿有限公司
- Sega Amusements Taiwan Ltd.
- SEGA TOYS (HK) CO., LTD.
- TMS MUSIC (UK) LTD.
- TMS MUSIC (HK) LTD.
- Atlus U.S.A., Inc.
- Rovio Entertainment Corporation
- Rovio Barcelona S.L.U.
- Rovio Copenhagen Aps
- Rovio Interactive Entertainment Canada Ltd.
- Rovio (Shanghai) Commerce and Trading Co., Ltd.
- Rovio Sweden AB
- Rovio Toronto, Inc.
- Ruby Games

### 元関連会社
- スパイク
- レッド・エンタテインメント
- マーベラスエンターテイメント
- ディンプス
- セガ・ミュージック・ネットワークス
- AGスクエア（2012年10月1日付でセガ エンタテインメントへ吸収合併）
- セガネットワークス（2015年4月1日付でセガゲームスへ吸収合併）
- フィールズ
- タイヨー（清算）
- リアラス
- サミーデザイン
- セガサミーインベストメント・アンド・パートナーズ（2011年3月にマーザ・アニメーションプラネットへ吸収合併）
- ディー・バイ・エル・クリエイション（清算）
- セガ・ライブクリエイション
- ジェイエムエス・ユナイテッド（2020年1月31日にインパクトグループに売却）
- セガ・インタラクティブ（2020年4月にセガへ吸収合併）
- セガ エンタテインメント（2020年12月に一部株式をGENDAへ譲渡）
- セガグループ（2021年4月にセガへ吸収合併）
- Sega Amusements International（2021年3月30日付でKAIZEN ENTERTAINMENT LIMITEDへ譲渡。譲渡後もセガブランドの利用を同社に許諾する形で継続。）[18]
- フェニックスリゾート

## 主な提供番組
- ニッポン放送ショウアップナイター（ニッポン放送） - 4月から9月までのナイターシーズン期に放送。サミーは毎週金曜日に提供している。
- セガサミーシアター 逃亡者 おりん - テレビ東京金曜夜8時枠時代劇を構成するC.A.L制作の特撮時代劇テレビドラマで、2006年10月から2007年3月まで放送された単独協賛番組。なお、「セガサミーシアター」は枠名ではなく、冠番組としての性質を持たせたサブタイトルである。なお、続編の『逃亡者 おりん2』は『CR逃亡者おりん』としてのパチンコ化とその宣伝も兼ねる形で製作された逆メディアミックスによる深夜特撮のため、サミーの一社提供（サブタイトルは「サミーシアター」）となった。
- ひめチェン！おとぎちっくアイドル リルぷりっ - テレビ東京で放送されたテレビアニメ。セガは筆頭提供で、サミーは隔週での提供を務めていた。また、テレビアニメの本編でも「ソニック・ザ・ヘッジホッグ」や「エイリやん」がぬいぐるみとする形でカメオ出演している。
- マット安川のズバリ勝負（アール・エフ・ラジオ日本） 2020年3月で放送終了。

## スポンサー活動
- ジェフユナイテッド市原・千葉 - Jリーグのプロサッカークラブ。創設当初はセガがユニフォームの胸部スポンサーだった。現在サミーがスタジアムの広告看板とユニフォームパンツスポンサー。
- 浦和レッドダイヤモンズ - 同上。以前はセガがトランクススポンサーだった。
- 東京ヴェルディ1969 - 同上。2021年シーズンからユニフォーム鎖骨スポンサーを務めている。
- アーセナルFC - イングランドFAプレミアリーグ。以前ユニフォームスポンサー。
- 横浜ビー・コルセアーズ - Bリーグ所属のプロバスケットボールチーム。「セガサミー」名義でパンツ右前上スポンサーを務めている。
- サンロッカーズ渋谷 - 同上。2022年9月からクラブの筆頭株主となった。
- 長嶋茂雄Invitational セガサミーカップゴルフトーナメント - 2024年まで毎年8月（2018年までは7月）に北海道千歳市のザ・ノースカントリーゴルフクラブを舞台にして、セガサミーの主催で開催されていた男子プロゴルフトーナメント。
- パンクラス - 以前冠スポンサー。
- Mリーグ・セガサミーフェニックス - チームスポンサー。